# Miguel Ángel Ferrando
Miguel Ángel Ferrando (Córdoba, 21 de abril de 1901 - ca. 1970) fue un ingeniero argentino que ejerció como ministro de Obras y Servicios Públicos de su país durante la presidencia de Arturo Illia.

## Trayectoria
Recibió el título de ingeniero civil en 1929 y fue presidente de la dirección provincial de vialidad durante la gobernación de Amadeo Sabattini; formó parte del sector unionista de la Unión Cívica Radical y fue miembro de la primera mesa directiva del unionismo cordobés. En 1939 fue candidato a intendente de Córdoba capital por la lista de Amadeo Sabattini, pero fue derrotado por Donato Latella Frías.
En 1955 fue nombrado ministro de Obras Públicas de la Provincia de Córdoba por el gobernador de facto Videla Balaguer impuesto por la dictadura de 1955. Al año siguiente fue consejero económico de la embajada argentina en Roma. En 1957 fue convencional constituyente nacional por la UCRP. En 1960 presidió el Comité Provincial para la reorganización de la Unión Cívica Radical del Pueblo en Córdoba.
En las elecciones presidenciales de 1963 fue elegidor de presidente y vicepresidente, votando por la fórmula de la Unión Cívica Radical del Pueblo, formada por Arturo Illia y Carlos Perette.
Ese mismo año fue nombrado Ministro de Obras Públicas de la Nación. Durante su gestión se detuvo el cierre de ramales ferroviarios y extendió el Ferrocarril Argentino hasta la ciudad de Santa Cruz de la Sierra (Bolivia) Ferrocarriles Argentinos; también se extendió el tendido de subterráneos de la Capital Federal. Se creó la Sindicatura de Empresas del Estado, buscando la racionalización en la prestación de los servicios públicos.
Tras el derrocamiento de Illia, se alejó de la función pública y falleció el 23 de octubre de 1973. Su hijo, también llamado Miguel Ángel, casado con María Teresa Buonacucina, fue subsecretario, Presidente de Vialidad y Ministro  de Obras Públicas de la Provincia de Córdoba durante la gobernación de Eduardo Angeloz.